# Фотий (патриарх Александрийский)
Патриа́рх Фо́тий (греч. Πατριάρχης Φώτιος; в миру Гео́ргиос Пе́роглу, греч. Γεώργιος Πέρογλου; ноябрь 1853, Константинополь — 4 сентября 1925, Цюрих) — патриарх Александрийский и всей Африки (1900—1925).

## Биография
Родился в ноябре 1853 года в Константинополе.
Учился в Богословской школе Святого Креста в Иерусалиме, а по окончании образования состоял секретарём Иерусалимского патриарха Иерофея, принимал активное участие в делах Иерусалимской Церкви.
В 1881 году он был возведён в сан архимандрита, а в следующем году, после кончины Патриарха Иерофея, был избран на Иерусалимский патриарший престол, однако его не утвердил султан.
6 декабря 1897 года был хиротонисан в архиепископа Филадельфиского. 31 января 1899 года становится митрополитом Назаретским.
На Александрийскую кафедру избран в 1900 году после смерти своего предшественника, патриарха Софрония.
Патриарх Фотий умело вёл дела Церкви: строил храмы, учебные и благотворительные заведения, основал типографию, где начали выходить журналы Πάνταινος и Εκκλησιαστικὸς Θάρος (1908), учредил греческие общества, открыл Патриарший музей и Александрийскую библиотеку. В его правление была восстановлена Птолемаидская митрополия (1901). В результате административной реформы территория Патриархата была разделена на 7 епархий (помимо Каира и Александрии). Положение об управлении Александрийской православной церкви 1917 года в течение 7 лет не было подано на утверждение правительству, хотя и послужило основой для упорядочения церковного управления. Патриарх Фотий не успел довести реформу в Церкви до конца.
Резко осуждал календарную реформу, предложенную Мелетием (Метаксакисом) в 1923 году.
Умер 4 сентября 1925 года в Цюрихе. После его смерти новым патриархом Александрийским стал смещённый с Константинопольской кафедры Мелетий (Метаксакис), который и ввёл в Александрийской церкви новый стиль.